# Uniemir
Uniemir, Unimir, Huniemir – staropolskie imię męskie. Składa się z członu Unie- ("lepszy") -mir ("pokój, spokój, dobro"). Może zatem oznaczać "ten, który zapewnia jeszcze lepszy ład i pokój".
Uniemir imieniny obchodzi 23 stycznia i 3 grudnia.